# Żargał Dondupow
Żargał Dambajewicz Dondupow (ros. Жаргал Дамбаевич Дондупов; ur. 22 czerwca 1977, zm. w październiku 2007) – rosyjski zapaśnik walczący w stylu wolnym. Drugi w Pucharze Świata w drużynie w 2004 roku.
Brązowy medalista mistrzostw Rosji w 2000 i 2003 roku.